# Carl Johan Lohman
Carl Johan Lohman, född 10 februari 1694 i Stockholm, död 4 februari 1759 i Tierp, var en svensk skald, präst, kyrkoherde och riksdagsman.

## Biografi
Lohman far, Johan Lohman, var en från Tyskland invandrad skräddare. Efter studier i Uppsala 1710-1716 prästvigdes han 1717. Han följde som  armépräst med på Karl XII:s norska fälttåg 1718 och höll första söndagen i adventet vid Fredrikshald den sista predikan kungen skulle komma att höra. Efter denna sista predikan utsåg kungen, som skulle komma att dö på kvällen samma dag, Lohman till hovpredikant. 
Lohman följde sedan kungens lik och den besegrade armén tillbaka till Stockholm där han verkade som notarie vid hovkonsistoriet och regementspräst för livdrabanterna, för att 1731 utses tills kyrkoherde och senare samma år till kontraktsprost i Tierp. Han blev år 1751 riksdagsman och teologie doktor.
Tillsammans med sin fru Rebecka Fahlberg, en köpmansdotter som han gift sig med 1718, fick han 12 barn.
Lohman skrev främst tillfällighetsdikt till bröllop och begravningar, men de samlades aldrig i bokform under hans livstid. Tomas Tranströmer, som forskat något om författaren och gett ut ett dikturval, håller honom som "den suveränaste poetiska artisten mellan Stiernhielm och Kellgren" 1819 års psalmbok innehöll två psalmer av Lohman, nr 81 och 91. Milde människornas vän (1819 nr 81) är en översättning från den tyske psalmförfattaren Benjamin Schmolck. Denna psalm fanns med i förslaget till ny psalmbok, men togs inte med i 1937 års psalmbok. Den andra psalmen, Ditt huvud, Jesu, böjes, är en översättning från Paul Gerhardts psalmtext, som senare bearbetades av Samuel Ödmann, med nr 91 i 1819 års psalmbok; den fick däremot behålla sin plats och numrering, men Lohmans namn togs bort vid publiceringen i 1937 års psalmbok.
  Oss aftonrodnan om vår levnads-kväll påminner.

           Den svarta jorden är det som vi skola bli.

           I skuggan kunna vi oss själv som skuggor si.

      Vårt dagatal så fort som själva strömmen rinner.

      Vart skepp oss lär, hur vi till dödens öar segla.

      Vid varje spegel vi, själv glas, i glas oss spegla."